# ブリース・ギドン
ブリース・ギドン（Brice Guidon、1985年7月16日 - ）は、フランスの男性キックボクサー。アンドル＝エ＝ロワール県トゥール出身。Nectar Boxing Camp/メジロジム/Le Banner X tream Team所属。メディアによっては「ブライス・ギドン」「ブリス・ギドン」「ブリース・ギダン」とも表記されている。元WPMF世界スーパーヘビー級王者。
オランダのメジロジムに所属しているが、2006年にジェロム・レ・バンナが親交のあるメジロジム会長アンドレ・マナートに「誰か強いトレーニング・パートナーを貸してくれないか？」と頼んだところ、ギドンが選ばれ、以後はバンナの所属するLe Banner X tream Teamとメジロジムの両方で練習している。2011年3月には、自身がオーナーを務めるジムNectar Boxing Campをフランスにオープンし、以後は同ジムを練習拠点としている。
K-1公式サイトのインタビューにて「スポンジ・ボブ」が好きであることを公言している。

## 来歴
2005年、2分3R制のRising Sun4人制トーナメントに出場。1回戦の1Rに歯を折られるアクシデントに遭いながらも1回戦と決勝戦で判定勝ちを収めて優勝。
2006年1月20日、K-1フランス予選に出場。無名ながら1回戦でピーター・マエストロビッチを判定で下し、準決勝でデビッド・ダンクレイドを同じく判定で下し、初出場でありながらいきなり決勝戦まで駒を進めた。しかし、決勝ではアレクサンダー・ウスティノフにKO負けを喫し、準優勝となった。
2007年4月14日、イタリア・ミラノで行われたK-1 OKTAGONに出場。1回戦でダニエル・ペトローニと対戦。ペトローニの膝を破壊し、1回戦を勝ち抜くが、準決勝でトーマス・ハロンに判定負け。
2007年6月29日、フランスで行われたFighting European Tourのトーナメントに出場。アティラ・カラチに判定負け。
2008年5月3日、ジュネーヴにてパナヨティス・ディアコスに膝蹴りで1RKO勝ち。
2009年1月31日、ユクセル・アヤディンに3-0の判定勝ち。
2009年8月11日、K-1 WORLD GP 2009 IN TOKYOで行われたFINAL16 QUALIFYING GPに出場し、1回戦でリコ・ヴァーホーベンに3-0の判定勝ちを収めるも、直後に行われた準決勝第1試合でダニエル・ギタが秒殺勝利したため、ギドンは休む間もなく準決勝第2試合に出場することになり、セルゲイ・ラシェンコにKO負け。
2009年11月21日、IT'S SHOWTIMEバルネフェルト大会にてムラッド・ボウジディに3-0の判定勝ち。
2010年2月6日、リヨンで行われたUKC FRANCE MAXでクリス・ノーウェルスに肘打ちで1RTKO勝ちし、WPMFムエタイ・ヨーロッパヘビー級王座を獲得。
2010年3月13日、イタリア・ミラノで行われたIT'S SHOWTIME OKTAGONに欠場者に代わって急遽参戦し、ヘスディ・カラケスに延長戦の末に番狂わせの3-0の判定勝ち。専門家からは「3Rの時点で既にギドンが勝っていた」と評価されている。大会後にギドンは自身の公式サイトにて「今回は直前オファーでほとんど練習できなかったことに加えて多くのトラブルがあった。フランスで練習に集中していて試合前日にイタリア入りしようとしたが、イタリア行きの飛行機のチケットが手違いで手に入っておらず、出発当日に慌ててチケットを何とか買えたと思ったら航空会社がストライキをやっていて長時間待たされ、イタリア到着後もすぐに記者会見に出たせいで、試合前日にもかかわらず朝8時に朝食を食べてから17時間以上も食事ができず、さらにレストランも全て閉まっていたのでマクドナルドでジャンクフードを食べるはめになった。多くのトラブルを乗り越えて勝ててホッとしている」と苦労を語った。
2010年4月30日、マルセイユでMartin JahnにTKO勝ちでWPMFムエタイ・ヨーロッパヘビー級王座の初防衛に成功。前回の試合での足の怪我を抱えながら勝利した。
2010年7月23日、レユニオンのサン＝ドニでドージョー・チャクリキ所属のフランク・ムニョスに判定勝ちでWPMFムエタイ・ヨーロッパヘビー級王座の2度目の防衛成功。
2010年10月16日、GLORY WORLD SERIES 2010-2011 キックボクシング・ヘビー級トーナメント1回戦でフィリッピ・フェルリンデンと対戦し、判定勝ちを収めた。
2010年12月4日、バンコクの王宮前広場特設リングでのタイ国王ラーマ9世の生誕記念祭にてトーマス・ノヴァクと対戦し、3RKO勝ちでWPMFムエタイ世界スーパーヘビー級王座を獲得。
2011年3月、フランスに自身がオーナーを務めるジム「Nectar Boxing Camp」をオープンした。
2011年3月19日、GLORY WORLD SERIES 2010-2011 キックボクシング・ヘビー級トーナメント準決勝でムラッド・ボウジディと再戦し、右フック一発でKO勝ちを収めて決勝戦に進出。
2011年5月28日、GLORY WORLD SERIES 2010-2011 キックボクシング・ヘビー級トーナメント決勝でグーカン・サキと対戦し、3Rに追い上げるも判定負けで準優勝。
2012年2月18日、1RKO勝ちでワールドプロリーグ世界スーパーヘビー級王座を獲得。
2012年3月23日、モスクワで開催されたGLORY WORLD SERIESにてセミー・シュルトと対戦し、パンチをクリーンヒットさせるなど善戦するも判定負け。試合後、リング上のインタビューでシュルトから「ギドンは本当に凄くタフだった」と称えられた。試合から数週間後、ギドンは自身の公式サイトにて、「3月上旬にモントリオールのトライスタージムに出稽古に行った際に膝の前十字靭帯を損傷したが、K-1王者シュルトと対戦できるというキャリア最大のチャンスを逃したくなかったから、片足だけでも戦うと決めた。これから膝の怪我を治すので復帰まで6～9ヶ月はかかると思う」とコメントした。
その後、怪我が順調に回復したため、2012年12月31日のDREAM.18 & GLORY 4におけるGLORY Grand Slam – Heavyweightトーナメントにて、1回戦でセミー・シュルトと再戦することとなった。

## 戦績
| キックボクシング 戦績 | キックボクシング 戦績 | キックボクシング 戦績 | キックボクシング 戦績 | キックボクシング 戦績 | キックボクシング 戦績 | キックボクシング 戦績 |
| --------------------- | --------------------- | --------------------- | --------------------- | --------------------- | --------------------- | --------------------- |
| 34 試合               | (T)KO                 | 判定                  | その他                | 引き分け              | 無効試合              |                       |
| 28 勝                 | 13                    | 15                    | 0                     | 0                     | 0                     |                       |
| 6 敗                  | 4                     | 2                     | 0                     | 0                     | 0                     |                       |

| 勝敗 | 対戦相手                     | 試合結果                                  | 大会名 | 開催年月日     |
| ×    | セミー・シュルト             | 3R終了 判定0-3                            | Glory World Series 2012 Moscow                                                                                         | 2012年3月23日  |
| ○    | Yauhen Makarau               | 1R TKO（レフェリーストップ）              | K-1 Event 3 【ワールドプロリーグK-1スーパーヘビー級タイトルマッチ】                                                    | 2012年2月18日  |
| ○    | Zinedine Hameur-Lain         | 3R終了 判定3-0                            | Time Fight | 2011年11月19日 |
| ×    | グーカン・サキ               | 3R終了 判定                               | United Glory 14: 2010-2011 World Series Finals 【GLORY WORLD SERIES キックボクシングヘビー級トーナメント 決勝】        | 2011年5月28日  |
| ○    | ムラッド・ボウジディ         | 2R 1:39 KO（右フック）                    | United Glory 13: 2010-2011 World Series Semifinals 【GLORY WORLD SERIES キックボクシングヘビー級トーナメント 準決勝】  | 2011年3月19日  |
| ○    | トーマス・ノヴァク           | 3R KO（右フック）                         | ラーマ9世生誕記念祭 【WPMF世界スーパーヘビー級タイトルマッチ】                                                         | 2010年12月4日  |
| ○    | フィリッピ・フェルリンデン   | 3R終了 判定3-0                            | United Glory 12: 2010-2011 World Series Quarterfinals 【GLORY WORLD SERIES キックボクシングヘビー級トーナメント1回戦】 | 2010年10月16日 |
| ○    | フランク・ムニョス           | 5R終了 判定                               | MUAYTHAI GALA INTERNATIONAL 【WPMF欧州ヘビー級タイトルマッチ】                                                         | 2010年7月23日  |
| ○    | Martin Jahn                  | 4R KO                                     | Urban Boxing United 【WPMF欧州ヘビー級タイトルマッチ】                                                                 | 2010年4月30日  |
| ○    | ヘスディ・カラケス           | 3R+延長1R終了 判定3-0                     | IT'S SHOWTIME OKTAGON                                                                                                  | 2010年3月13日  |
| ○    | クリス・ノーウェルス         | 1R TKO（肘打ち）                          | UKC FRANCE MAX 【WPMF欧州ヘビー級タイトルマッチ】                                                                      | 2010年2月6日   |
| ○    | ムラッド・ボウジディ         | 3R終了 判定3-0                            | Ernesto Hoost Presents IT'S SHOWTIME 2009 Barneveld                                                                    | 2009年11月21日 |
| ×    | セルゲイ・ラシェンコ         | 2R 0:34 KO（2ノックダウン：右ストレート） | K-1 WORLD GP 2009 IN TOKYO 【FINAL16 QUALIFYING GP 準決勝】                                                            | 2009年8月11日  |
| ○    | リコ・ヴァーホーベン         | 3R終了 判定3-0                            | K-1 WORLD GP 2009 IN TOKYO 【FINAL16 QUALIFYING GP 1回戦】                                                             | 2009年8月11日  |
| ○    | Zinedine Hameur-Lain         | 3R終了 判定3-0                            | NUIT DES SPORTS DE COMBAT                                                                                              | 2009年5月3日   |
| ○    | アジ・ソフィアン             | 3R TKO                                    | nuit des boxeurs thai Brest le                                                                                         | 2009年4月11日  |
| ○    | ユクセル・アヤディン         | 5R終了 判定3-0                            | Nuit des Titans | 2009年1月31日  |
| ○    | パナヨティス・ディアコス     | 1R KO（膝蹴り）                           | Gala in Geneve | 2008年5月3日   |
| ×    | アティラ・カラチ             | 3R終了 判定                               | Fighting European Tour 【準々決勝】                                                                                    | 2007年6月29日  |
| ×    | トーマス・ハロン             | 3R終了 判定                               | K-1 Italy OKTAGON 2007 【準決勝】                                                                                      | 2007年4月14日  |
| ○    | ダニエル・ペトローニ         | 1R TKO                                    | K-1 Italy OKTAGON 2007 【準々決勝】                                                                                    | 2007年4月14日  |
| ×    | パトリス・カルテロン         | 1R KO                                     | La nuit des super fights                                                                                               | 2006年12月16日 |
| ×    | アレクサンダー・ウスティノフ | 1R 0:35 KO                                | K-1 France Grand Prix 2006 in Marseilles 【決勝】                                                                      | 2006年1月20日  |
| ○    | デビッド・ダンクレイド       | 3R終了 判定                               | K-1 France Grand Prix 2006 in Marseilles 【準決勝】                                                                    | 2006年1月20日  |
| ○    | ピーター・マエストロビッチ   | 3R終了 判定                               | K-1 France Grand Prix 2006 in Marseilles 【1回戦】                                                                     | 2006年1月20日  |
| ○    | Paul Hooplot                 | 5R終了 判定                               | Enher the Plaza Muay Thai Gala                                                                                         | 2005年11月20日 |
| ○    | ピーター・ムルダー           | 3R終了 判定                               | Rising Sun 5 【決勝】                                                                                                  | 2005年2月19日  |
| ○    | コース・ウェッセル           | 3R終了 判定                               | Rising Sun 5 【1回戦】                                                                                                 | 2005年2月19日  |
| ○    | レムス・ペトリカ             | 3R TKO                                    | Total K Romania | 2004年11月5日  |

## 獲得タイトル
- ムエタイ・フランス86kg級王座（2002）
- ムエタイ・フランス・ジュニア91kg級王座（2003）
- Rising Sunトーナメント2005 優勝
- WPMF欧州ヘビー級王座（2010） 防衛2度
- GLORY WORLD SERIES 2010-2011 キックボクシング・ヘビー級トーナメント準優勝
- WPMF世界スーパーヘビー級王座
- ワールドプロリーグK-1スーパーヘビー級王座